# Chaource
 Chaource  es una población y comuna francesa, en la región de Champaña-Ardenas, departamento de Aube, en el distrito de Troyes y cantón de Chaource.

## Demografía[1][2]
| 1 406 | 1 605 | 1 503 | 1 420 | 1 535 | 1 569 | 1 540 | 1 651 | 1 598 | 1 549 | 1 509 | 1 503 | 1 546 | 1 479 | 1 491 | 1 451 | 1 430 | 1 321 | 1 183 | 1 138 | 1 138 | 914 | 891 | 903 | 960 | 892 | 974 | 978 | 971 | 965 | 1 106 | 1 031 | 1 092 | 1 102 |
| Para los censos de 1962 a 1999 la población legal corresponde a la población sin duplicidades (Fuente: INSEE [Consultar]) |       |       |       |       |       |       |       |       |       |       |       |       |       |       |       |       |       |       |       |       |     |     |     |     |     |     |     |     |     |       |       |       |       |